# Canciones doradas
Canciones Doradas es un álbum de versiones de Barilari, segundo trabajo de la banda, editado por Art Music a través de Sony BMG en 2007. 
En este disco Barilari realizó versiones de algunos hits de célebres artistas internacionales como Queen, Aerosmith, Bon Jovi o U2, más otros temas menos conocidos, incluyendo una canción de su exbanda Alianza.
Este trabajo fue grabado en los estudios La Nave de Oseberg, bajo la dirección de Barilari, durante el 2006 y el 2007, y mantiene una gran similitud con los temas originales, con la diferencia que fueron grabados en castellano, con la colaboración de músicos argentinos como Angel Mahler, Adrián Otero (Memphis la Blusera), Juanchi Baleiron (Los Pericos), Patricio Sardelli (Airbag), Hugo Bistolfi o Daniel Telis, entre otros.
El CD también cuenta con fotos y un video interactivo del "backstage" como aditivo especial para los fanáticos.

## Lista de temas
1- Todavía No Encontré Lo Que Estoy Buscando (I Still Haven't Found What I'm Looking For – U2)
2- Como Yo Nadie Te Ha Amado (This Ain't a Love Song - Bon Jovi)
3- Amor de Mi Vida (Love of My Life – Queen)
4- Para Estar Contigo (To Be With You – Mr. Big)
5- Ni Un Segundo Quiero Perder (I Don't Want to Miss a Thing - Aerosmith)
6- Ángel (Angel - Robbie Williams)
7- Así es la Vida (That's Life - Frank Sinatra)
8- Pasión Prohibida (Alianza)
9- Fragilidad (Fragile - Sting)
10- Todo Lo Que Hago, Lo Hago Por Ti (K&F) (I Do It For You - Bryan Adams)
11- Video extra Making Of

## Músicos
- Adrián Barilari - Voz
- Beto Topini -  Batería
- Guillermo Del Medio - Teclados, Coros
- Ariel Vergara - Guitarra
- Javier Biscione - Bajo, Coros
- Mariano Hospital - Bajo
- Javier Torrecilla - Guitarra
- Fernando Scarcella - Batería